# Joe Renzetti
Joe Renzetti é um compositor estadunidense. Venceu o Oscar de melhor trilha sonora na edição de 1979 por The Buddy Holly Story.